# Tomasz Blatkiewicz
Tomasz Blatkiewicz (ur. 28 listopada 1972 w Sulęcinie) – polski lekkoatleta uprawiający pchnięcie kulą i rzut dyskiem, multimedalista igrzysk paraolimpijskich.

## Życiorys
Urodził się jako wcześniak z niedowładem lewostronnym ręki i nogi wynikającym z mózgowego porażenia dziecięcego. Z zawodu stolarz tapicer, podjął pracę w dziale marketingu prywatnej firmy (zakładu pracy chronionej) w Gorzowie Wielkopolskim. Lekkoatletykę zaczął trenować w 1999, kiedy to w czasie wyjazdu z Lubniewic do Gorzowa Wielkopolskiego spotkał Zbigniewa Lewkowicza. Uwagę trenera miejscowego Startu zwrócił wzrost Tomasza Blatkiewicz (194 cm).

## Osiągnięcia sportowe
Letnie igrzyska paraolimpijskie
- Ateny 2004[4]
  - pchnięcie kulą (F37) – złoty medal
  - rzut dyskiem (F37) – złoty medal
- Pekin 2008[5]
  - pchnięcie kulą (F37/38) – srebrny medal
- Londyn 2012[3]
  - rzut dyskiem (F37/38) – brązowy medal

Mistrzostwa świata
- 2002
  - pchnięcie kulą (F37) – złoty medal
  - rzut dyskiem (F37) – brązowy medal
- 2006
  - pchnięcie kulą (F37) – złoty medal
  - rzut dyskiem (F37) – złoty medal
- 2011
  - rzut dyskiem (F37/38) – złoty medal
  - pchnięcie kulą (F37/38) – brązowy medal

## Odznaczenia i wyróżnienia
W 2008 odznaczony Złotym Krzyżem Zasługi, a w 2013 Krzyżem Kawalerskim Orderu Odrodzenia Polski.
W 2012 otrzymał Odznakę Honorową za Zasługi dla Województwa Lubuskiego. W Plebiscycie „Przeglądu Sportowego” z 2004 wyróżniony tytułem Najlepszego Niepełnosprawnego Sportowca Roku.